# Salih Imara
Salih Mustafa Muhammad Imara, Saleh Mustafa Muhammad Emara (ar. صالح مصطفى محمد عمارة; ur. 1 czerwca 1982) – egipski zapaśnik walczący w stylu wolnym. Dwukrotny olimpijczyk. Jedenasty w Pekinie 2008 i dziewiętnasty w Londynie 2012 w kategorii 96 kg.
Trzykrotnie uczestniczył w mistrzostwach świata a jego najlepszy wynik to ósme miejsce w 2009. Triumfator igrzysk śródziemnomorskich w 2009. Złoty medalista igrzysk afrykańskich w 2003 i 2007. Zdobył osiem medali na mistrzostwach Afryki, w tym siedem złotych: 2002, 2003, 2005, 2005, 2007, 2008 i 2009. Zwycięzca igrzysk panarabskich w 2004 i 2011. Mistrz Arabski w 2007 roku.
- Turniej w Pekinie 2008

Przegrał z Irańczykiem Saidem Ebrahimim i odpadł z turnieju.
- Turniej w Londynie 2012

Przegrał z Gruzinem Giorgim Gogszelidze i odpadł z turnieju.